# Championnat d'Europe de futsal 2010
Navigation
Portugal 2007 Croatie 2012
Le championnat d'Europe de futsal, la 7e édition, s'est tenu en Hongrie du 19 au 30 janvier 2010. Cet évènement sportif est organisé par l’UEFA et la Fédération de Hongrie de football.
L'Arena Sport de Budapest et le Főnix Hall de Debrecen sont le cadre de cette compétition pour laquelle douze équipes sont qualifiées, réparties en quatre groupes pour le déroulement des matches de groupe.
L'équipe d'Espagne, présente sur chacun des podiums précédentes et double tenante du titre, remporte son troisième titre européen consécutif, son cinquième en sept compétitions, face au Portugal en finale.

## Organisation

### Lieu de la phase finale
La Hongrie est désignée pays organisateur de ce championnat le 30 novembre 2007 à Lucerne, par le comité exécutif de l'UEFA. Elle était en concurrence avec la Belgique (Anvers et Charleroi), la Bosnie-Herzégovine (Sarajevo) et la Turquie (Istanbul).
Les matchs se déroulent à la Papp László Arena de Budapest, d'une capacité de 8 500 places, et à la Fõnix Arena de 6 000 places à Debrecen.
| Nom       | Papp László Budapest Sportaréna | Főnix Arena  |
| --------- | ------------------------------- | ------------ |
| Photo     |                                 |              |
| Ville     | Budapest                        | Debrecen     |
| Capacitée | 12 500 places                   | 8 500 places |

### Équipes qualifiées
Trente huit pays participent à la phase de qualification. Un tour préliminaire de 16 équipes réparties en quatre groupes est organisé du 14 au 22 février 2009. Le vainqueur de chaque groupe et les deux meilleurs deuxièmes sont qualifiés sélectionnés pour le tour principal de qualification.
Ce dernier est composé de sept groupes de quatre équipes et a lieu du 19 au 22 mars 2009. Les sept vainqueurs de groupe et les quatre meilleures deuxièmes rejoignent la Hongrie, qualifiée d'office en tant que pays organisateur.
| Équipe nationale | Mode de qualification | Nombre de participation                | Meilleure performance                             |
| ---------------- | --------------------- | -------------------------------------- | ------------------------------------------------- |
| Espagne T        | vainqueur du groupe 2 | 6 (1996, 1999, 2001, 2003, 2005, 2007) | vainqueur (1996, 2001, 2005, 2007)                |
| Russie           | vainqueur du groupe 7 | 6 (1996, 1999, 2001, 2003, 2005, 2007) | vainqueur (1999)                                  |
| Italie           | vainqueur du groupe 4 | 6 (1996, 1999, 2001, 2003, 2005, 2007) | vainqueur (2003)                                  |
| Ukraine          | vainqueur du groupe 1 | 5 (1996, 2001, 2003, 2005, 2007)       | finaliste (2001, 2003)                            |
| Portugal         | vainqueur du groupe 6 | 4 (1999, 2003, 2005, 2007)             | 4e (2007)                                         |
| Tchéquie         | vainqueur du groupe 3 | 4 (2001, 2003, 2005, 2007)             | demi-finaliste (2003)                             |
| Belgique         | vainqueur du groupe 5 | 3 (1996, 1999, 2003)                   | 3e (1996)                                         |
| Serbie           | 2e du groupe 5        | 2 (2007 ; Yougoslavie : 1999)          | groupe (2007 ; Yougoslavie : demi-finaliste 1999) |
| Slovénie         | 2e du groupe 7        | 1 (2003)                               | groupe (2003)                                     |
| Hongrie          | hôte                  | 1 (2005)                               | groupe (2005)                                     |
| Azerbaïdjan      | 2e du groupe 6        | 0 (début)                              | -                                                 |
| Biélorussie      | 2e du groupe 4        | 0 (début)                              | -                                                 |

Parmi les présents en 2007, seul la Roumanie ne parvient pas à se qualifier. L'Azerbaïdjan dispute sa première phase finale d'une compétition internationale de l'UEFA. La Biélorussie joue aussi son premier Euro de futsal.

### Format de la compétition
L'édition 2010 comprend douze équipes lors de la phase finale.
Pour chaque groupe, les équipes classées aux première et deuxième places sont directement qualifiées pour les quarts de finale.

## Effectifs
L'Azerbaïdjan est notamment emmené par le gardien de but Andrey Tveryankin, 42 ans, les jeunes d'origine brésilienne Biro Jade et Thiago sans oublier le pivot Serjão.

## Phase de groupes

### Groupe A
Pour leur première phase finale, les Azéris battent la Hongrie et la République tchèque dans le Groupe A. Les Tchèques commencent par une défaite 6-1 face à l'Azerbaïdjan, puis battent la Hongrie 6-5 après avoir été menés 4-0. Les Hongrois remplissent la salle de Budapest par deux fois.
| Équipe      | Pts | Joués | V | N | D | Bp | Bc | diff. |
| ----------- | --- | ----- | - | - | - | -- | -- | ----- |
| Azerbaïdjan | 6   | 2     | 2 | 0 | 0 | 9  | 2  | +7    |
| Tchéquie    | 3   | 2     | 1 | 0 | 1 | 7  | 11 | -4    |
| Hongrie     | 0   | 2     | 0 | 0 | 2 | 6  | 9  | -3    |

| 19 janvier 2010 | Hongrie | 1 – 3 | Azerbaïdjan                            |                                                       |                                                       |
| 17:30           | Lódi 3e |       | Biro Jade 1re · Serjão 13e · Alves 17e | Papp László Aréna, Budapest Arbitrage : Massimo Cumbo | Papp László Aréna, Budapest Arbitrage : Massimo Cumbo |
| 17:30           | rapport |       |                                        | Papp László Aréna, Budapest Arbitrage : Massimo Cumbo | Papp László Aréna, Budapest Arbitrage : Massimo Cumbo |

| 21 janvier 2010 | Azerbaïdjan                                                 | 6 – 1 | Tchéquie    |                                                        |                                                        |
| 18:00           | Biro Jade 3e 38e · Borisov 8e 29e · Serjão 11e · Thiago 24e |       | Rešetár 27e | Papp László Aréna, Budapest Arbitrage : Alexandr Remin | Papp László Aréna, Budapest Arbitrage : Alexandr Remin |
| 18:00           | rapport                                                     |       |             | Papp László Aréna, Budapest Arbitrage : Alexandr Remin | Papp László Aréna, Budapest Arbitrage : Alexandr Remin |

| 23 janvier 2010 | Tchéquie                                                          | 6 – 5 | Hongrie                                      |                                                          |                                                          |
| 20:30           | Rešetár 26e · Belej 33e · Dlouhý 35e 39e · Frič 38e · Kopecký 40e |       | Dróth 6e 25e · Lódi 10e 25e · Gyurcsányi 40e | Papp László Aréna, Budapest Arbitrage : Stephan Kammerer | Papp László Aréna, Budapest Arbitrage : Stephan Kammerer |
| 20:30           | rapport                                                           |       |                                              | Papp László Aréna, Budapest Arbitrage : Stephan Kammerer | Papp László Aréna, Budapest Arbitrage : Stephan Kammerer |

### Groupe B
| Équipe   | Pts | Joués | V | N | D | Bp | Bc | diff. |
| -------- | --- | ----- | - | - | - | -- | -- | ----- |
| Italie   | 6   | 2     | 2 | 0 | 0 | 8  | 2  | +6    |
| Ukraine  | 3   | 2     | 1 | 0 | 1 | 6  | 6  | 0     |
| Belgique | 0   | 2     | 0 | 0 | 2 | 2  | 8  | -6    |

| 19 janvier 2010 | Italie                                                    | 4 – 0 | Belgique |                                                |                                                |
| 19:00           | Saad Assis 2e 23e · Ippoliti 23e (pen.) · Baptistella 38e |       |          | Főnix Arena, Debrecen Arbitrage : Karel Henych | Főnix Arena, Debrecen Arbitrage : Karel Henych |
| 19:00           | rapport                                                   |       |          | Főnix Arena, Debrecen Arbitrage : Karel Henych | Főnix Arena, Debrecen Arbitrage : Karel Henych |

| 21 janvier 2010 | Belgique       | 2 – 4 | Ukraine                                                       |                                               |                                               |
| 20:00           | Bachar 18e 40e |       | Zamyatin 11e · Ovsyannikov 16e · Legchanov 20e · Pavlenko 35e | Főnix Arena, Debrecen Arbitrage : Borut Šivic | Főnix Arena, Debrecen Arbitrage : Borut Šivic |
| 20:00           | rapport        |       |                                                               | Főnix Arena, Debrecen Arbitrage : Borut Šivic | Főnix Arena, Debrecen Arbitrage : Borut Šivic |

| 23 janvier 2010 | Ukraine                       | 2 – 4 | Italie                                   |                                                |                                                |
| 18:30           | Cheporniuk 23e · Pavlenko 39e |       | Baptistella 13e 28e 31e · Saad Assis 31e | Főnix Arena, Debrecen Arbitrage : Pascal Fritz | Főnix Arena, Debrecen Arbitrage : Pascal Fritz |
| 18:30           | rapport                       |       |                                          | Főnix Arena, Debrecen Arbitrage : Pascal Fritz | Főnix Arena, Debrecen Arbitrage : Pascal Fritz |

### Groupe C
| Équipe   | Pts | Joués | V | N | D | Bp | Bc | diff. |
| -------- | --- | ----- | - | - | - | -- | -- | ----- |
| Serbie   | 6   | 2     | 2 | 0 | 0 | 6  | 3  | +3    |
| Russie   | 3   | 2     | 1 | 0 | 1 | 8  | 5  | 3     |
| Slovénie | 0   | 2     | 0 | 0 | 2 | 1  | 7  | -6    |

| 20 janvier 2010 | Russie                                                            | 5 – 1 | Slovénie  |                                                                   |                                                                   |
| 20:00           | Chistopolov 4e 19e · Pula 19e · Khamadiyev 24e · Shayakhmetov 40e |       | Čujec 37e | Papp László Aréna, Budapest Arbitrage : Marcelino Blázquez Sierra | Papp László Aréna, Budapest Arbitrage : Marcelino Blázquez Sierra |
| 20:00           | rapport                                                           |       |           | Papp László Aréna, Budapest Arbitrage : Marcelino Blázquez Sierra | Papp László Aréna, Budapest Arbitrage : Marcelino Blázquez Sierra |

| 22 janvier 2010 | Slovénie | 0 – 2 | Serbie                 |                                                          |                                                          |
| 18:00           |          |       | Rakić 21e · Janjić 29e | Papp László Aréna, Budapest Arbitrage : Petros Panayides | Papp László Aréna, Budapest Arbitrage : Petros Panayides |
| 18:00           | rapport  |       |                        | Papp László Aréna, Budapest Arbitrage : Petros Panayides | Papp László Aréna, Budapest Arbitrage : Petros Panayides |

| 24 janvier 2010 | Serbie                                            | 4 – 3 | Russie                                          |                                                      |                                                      |
| 20:30           | Pavićević 30e · Perić 31e · Lazić 32e · Kocić 36e |       | Chistopolov 17e · Maevski 22e · Perić 38e (csc) | Papp László Aréna, Budapest Arbitrage : Pascal Lemal | Papp László Aréna, Budapest Arbitrage : Pascal Lemal |
| 20:30           | rapport                                           |       |                                                 | Papp László Aréna, Budapest Arbitrage : Pascal Lemal | Papp László Aréna, Budapest Arbitrage : Pascal Lemal |

### Groupe D
L'Espagne entame son tournoi par une victoire record 9-1 sur le Belarus. Le Portugal est ensuite battu 6-1.
| Équipe      | Pts | Joués | V | N | D | Bp | Bc | diff. |
| ----------- | --- | ----- | - | - | - | -- | -- | ----- |
| Espagne     | 6   | 2     | 2 | 0 | 0 | 15 | 2  | +13   |
| Portugal    | 1   | 2     | 0 | 1 | 1 | 6  | 11 | -5    |
| Biélorussie | 1   | 2     | 0 | 1 | 1 | 6  | 14 | -8    |

| 20 janvier 2010 | Espagne                                                                                       | 9 – 1 | Biélorussie |                                              |                                              |
| 18:00           | Juanra 3e 35e · Kike 9e · Jordi Torras 28e · Javi Rodríguez 30e 31e 40e · Ortiz 32e · Lin 37e |       | Levus 8e    | Főnix Arena, Debrecen Arbitrage : Edi Šunjić | Főnix Arena, Debrecen Arbitrage : Edi Šunjić |
| 18:00           | rapport                                                                                       |       |             | Főnix Arena, Debrecen Arbitrage : Edi Šunjić | Főnix Arena, Debrecen Arbitrage : Edi Šunjić |

| 22 janvier 2010 | Biélorussie                                  | 5 – 5 | Portugal                                            |                                                  |                                                  |
| 20:00           | Chernik 17e · Popov 26e 30e 40e · Gayduk 32e |       | Cardinal 7e 37e · Joel 14e 32e (pen.) · Arnaldo 39e | Főnix Arena, Debrecen Arbitrage : Jacek Ligienza | Főnix Arena, Debrecen Arbitrage : Jacek Ligienza |
| 20:00           | rapport                                      |       |                                                     | Főnix Arena, Debrecen Arbitrage : Jacek Ligienza | Főnix Arena, Debrecen Arbitrage : Jacek Ligienza |

| 24 janvier 2010 | Portugal   | 1 – 6 | Espagne                                                                |                                                 |                                                 |
| 18:30           | Arnaldo 6e |       | Jordi Torras 15e 16e · Juanra 24e · Kike 30e · Fernandão 32e · Lin 39e | Főnix Arena, Debrecen Arbitrage : Tommi Grönman | Főnix Arena, Debrecen Arbitrage : Tommi Grönman |
| 18:30           | rapport    |       |                                                                        | Főnix Arena, Debrecen Arbitrage : Tommi Grönman | Főnix Arena, Debrecen Arbitrage : Tommi Grönman |

## Phase à élimination directe

### Tableau
|  | Quarts de finale            | Quarts de finale            |                             |                             | Demi-finales                | Demi-finales                |   |  | Finale                      | Finale                      |
|  | Quarts de finale            | Quarts de finale            |                             |                             | Demi-finales                | Demi-finales                |   |  | Finale                      | Finale                      |
|  |                             |                             |                             |                             |                             |                             |   |  |                             |                             |
|  | 25 janvier 20:00 à Budapest | 25 janvier 20:00 à Budapest |                             |                             | 28 janvier 17:30 à Debrecen | 28 janvier 17:30 à Debrecen |   |  | 30 janvier 20:30 à Debrecen | 30 janvier 20:30 à Debrecen |
|  | 25 janvier 20:00 à Budapest | 25 janvier 20:00 à Budapest |                             |                             | 28 janvier 17:30 à Debrecen | 28 janvier 17:30 à Debrecen |   |  | 30 janvier 20:30 à Debrecen | 30 janvier 20:30 à Debrecen |
|  | 1er grp. A - Azerbaïdjan    | 3 tab (4)                   |                             |                             | 28 janvier 17:30 à Debrecen | 28 janvier 17:30 à Debrecen |   |  | 30 janvier 20:30 à Debrecen | 30 janvier 20:30 à Debrecen |
|  | 1er grp. A - Azerbaïdjan    | 3 tab (4)                   |                             |                             | 28 janvier 17:30 à Debrecen | 28 janvier 17:30 à Debrecen |   |  | 30 janvier 20:30 à Debrecen | 30 janvier 20:30 à Debrecen |
|  | 2e grp. B - Ukraine         | 3 tab (3)                   |                             |                             | 28 janvier 17:30 à Debrecen | 28 janvier 17:30 à Debrecen |   |  | 30 janvier 20:30 à Debrecen | 30 janvier 20:30 à Debrecen |
|  | 2e grp. B - Ukraine         | 3 tab (3)                   | Azerbaïdjan                 | 3 tab (4)                   |                             |                             |   |  | 30 janvier 20:30 à Debrecen | 30 janvier 20:30 à Debrecen |
|  | 26 janvier 19:30 à Budapest |                             | Azerbaïdjan                 | 3 tab (4)                   |                             |                             |   |  | 30 janvier 20:30 à Debrecen | 30 janvier 20:30 à Debrecen |
|  |                             | Portugal                    | 3 tab (5)                   |                             |                             |                             |   |  | 30 janvier 20:30 à Debrecen | 30 janvier 20:30 à Debrecen |
|  | 1er grp. C - Serbie         | Portugal                    | 3 tab (5)                   | 1                           |                             |                             |   |  | 30 janvier 20:30 à Debrecen | 30 janvier 20:30 à Debrecen |
|  | 1er grp. C - Serbie         |                             |                             | 1                           |                             |                             |   |  | 30 janvier 20:30 à Debrecen | 30 janvier 20:30 à Debrecen |
|  | 2e grp. D - Portugal        | 5                           |                             |                             |                             |                             |   |  | 30 janvier 20:30 à Debrecen | 30 janvier 20:30 à Debrecen |
|  | 2e grp. D - Portugal        | 5                           | Portugal                    | 2                           |                             |                             |   |  |                             |                             |
|  | 25 janvier 18:00 à Debrecen |                             | Portugal                    | 2                           |                             |                             |   |  |                             |                             |
|  |                             | Espagne                     | 4                           |                             |                             |                             |   |  |                             |                             |
|  | 2e grp. A - Tchéquie        | Espagne                     | 4                           | 3 tab (3)                   |                             |                             |   |  |                             |                             |
|  | 2e grp. A - Tchéquie        | 28 janvier 20:00 à Debrecen |                             | 3 tab (3)                   |                             |                             |   |  |                             |                             |
|  | 1er grp. B - Italie         | 3 tab (1)                   |                             |                             |                             |                             |   |  |                             |                             |
|  | 1er grp. B - Italie         | 3 tab (1)                   | Tchéquie                    | 1                           |                             |                             |   |  |                             |                             |
|  | 26 janvier 17:30 à Debrecen | 26 janvier 17:30 à Debrecen | Tchéquie                    | 1                           | Match pour la 3e place      | Match pour la 3e place      |   |  |                             |                             |
|  | 26 janvier 17:30 à Debrecen | 26 janvier 17:30 à Debrecen |                             | Espagne                     | Match pour la 3e place      | Match pour la 3e place      | 8 |  |                             |                             |
|  | 2e grp. C - Russie          | 0 tab (6)                   | 30 janvier 18:00 à Debrecen | 30 janvier 18:00 à Debrecen |                             |                             | 8 |  |                             |                             |
|  | 2e grp. C - Russie          | 0 tab (6)                   | 30 janvier 18:00 à Debrecen | 30 janvier 18:00 à Debrecen |                             |                             |   |  |                             |                             |
|  | 1er grp. D - Espagne        | 0 tab (7)                   |                             | Azerbaïdjan                 | 3                           |                             |   |  |                             |                             |
|  | 1er grp. D - Espagne        | 0 tab (7)                   |                             | Azerbaïdjan                 | 3                           |                             |   |  |                             |                             |
|  |                             |                             |                             |                             |                             |                             |   |  | Tchéquie                    | 5                           |
|  |                             |                             |                             |                             |                             |                             |   |  | Tchéquie                    | 5                           |

### Quart de finale
Trois des quatre quarts de finale se décident aux tirs au but. Les Tchèques éliminent d'abord l'Italie. Pour la première fois, les Italiens n'accèdent pas aux demi-finales. L'Azerbaïdjan bat ensuite l'Ukraine avec deux arrêts décisifs de Andrey Tveryankin.
Les deux formations les plus présentes sur les finales précédentes, la Russie et l'Espagne, s'affrontent dès les quarts de finale. La Russie pousse les Espagnols jusqu'aux tirs au but en quarts de finale. Enfin, les Portugais font oublier l'absence de Ricardinho pour éliminer la Serbie (5-1).
| 25 janvier 2010 | Tchéquie                                  | 3 – 3 3 – 1 t. a. b. | Italie                              |                                               |                                               |
| 18:00           | Kopecký 8e · Sláma 24e · Duarte 28e (csc) |                      | Duarte 6e · Saad Assis 18e 33e      | Főnix Arena, Debrecen Arbitrage : Oleg Ivanov | Főnix Arena, Debrecen Arbitrage : Oleg Ivanov |
| 18:00           | rapport                                   |                      |                                     | Főnix Arena, Debrecen Arbitrage : Oleg Ivanov | Főnix Arena, Debrecen Arbitrage : Oleg Ivanov |
| 18:00           | Kopecký · Dlouhý · Rešetár · Frič         | Tirs au but 3 – 1    | Saad Assis · Bácaro · Nora · Duarte | Főnix Arena, Debrecen Arbitrage : Oleg Ivanov | Főnix Arena, Debrecen Arbitrage : Oleg Ivanov |

| 25 janvier 2010 | Azerbaïdjan                                | 3 – 3 4 – 2 t. a. b. | Ukraine                                       |                                                       |                                                       |
| 20:00           | Farzaliyev 3e · Thiago 18e · Biro Jade 25e |                      | Romanov 1re · Cheporniuk 11e · Kondratyuk 34e | Papp László Aréna, Budapest Arbitrage : Ivan Shabanov | Papp László Aréna, Budapest Arbitrage : Ivan Shabanov |
| 20:00           | rapport                                    |                      |                                               | Papp László Aréna, Budapest Arbitrage : Ivan Shabanov | Papp László Aréna, Budapest Arbitrage : Ivan Shabanov |
| 20:00           | Serjão · Thiago · Biro Jade · Farzaliyev   | Tirs au but 4 – 2    | Zamyatin · Romanov · Pavlenko · Cheporniuk    | Papp László Aréna, Budapest Arbitrage : Ivan Shabanov | Papp László Aréna, Budapest Arbitrage : Ivan Shabanov |

| 26 janvier 2010 | Russie                                                                              | 0 – 0 6 – 7 t. a. b. | Espagne                                                                             |                                                |                                                |
| 17:30           |                                                                                     |                      |                                                                                     | Főnix Arena, Debrecen Arbitrage : Pascal Fritz | Főnix Arena, Debrecen Arbitrage : Pascal Fritz |
| 17:30           | rapport                                                                             |                      |                                                                                     | Főnix Arena, Debrecen Arbitrage : Pascal Fritz | Főnix Arena, Debrecen Arbitrage : Pascal Fritz |
| 17:30           | Pula · Maevskiy · Cirilo · Abyshev · Shayakhmetov · Sergeev · Fukin · Timoshchenkov | Tirs au but 6 – 7    | Daniel · Kike · Álvaro · Jordi Torras · Javi Rodríguez · Juanra · Borja · Fernandão | Főnix Arena, Debrecen Arbitrage : Pascal Fritz | Főnix Arena, Debrecen Arbitrage : Pascal Fritz |

| 26 janvier 2010 | Serbie      | 1 – 5 | Portugal                                               |                                                      |                                                      |
| 19:30           | Bojović 37e |       | Joel 13e 30e · Cardinal 23e · Leitão 34e · Arnaldo 39e | Papp László Aréna, Budapest Arbitrage : Gábor Kovács | Papp László Aréna, Budapest Arbitrage : Gábor Kovács |
| 19:30           | rapport     |       |                                                        | Papp László Aréna, Budapest Arbitrage : Gábor Kovács | Papp László Aréna, Budapest Arbitrage : Gábor Kovács |

### Demi-finales
Le Portugal se qualifie pour la finale face à l'Azerbaïdjan aux tirs au but en demi-finale.
La République tchèque faisait les frais de l'Espagne 8-1 en demi-finale.
| 28 janvier 2010 | Azerbaïdjan                              | 3 – 3 3 – 5 t. a. b. | Portugal                                         |                                               |                                               |
| 17:30           | Thiago 8e · Felipe 18e · Biro Jade 29e   |                      | Cardinal 10e · João Matos 28e · Pedro Costa 29e  | Főnix Arena, Debrecen Arbitrage : Borut Šivic | Főnix Arena, Debrecen Arbitrage : Borut Šivic |
| 17:30           | rapport                                  |                      |                                                  | Főnix Arena, Debrecen Arbitrage : Borut Šivic | Főnix Arena, Debrecen Arbitrage : Borut Šivic |
| 17:30           | Serjão · Thiago · Biro Jade · Farzaliyev | Tirs au but 3 – 5    | Joel · Cardinal · Leitão · Pedro Costa · Gonçalo | Főnix Arena, Debrecen Arbitrage : Borut Šivic | Főnix Arena, Debrecen Arbitrage : Borut Šivic |

| 28 janvier 2010 | Tchéquie   | 1 – 8 | Espagne                                                                                        |                                                 |                                                 |
| 20:00           | Dlouhý 39e |       | Javi Rodríguez 5e · Ortiz 7e 17e · Luis Amado 20e · Borja 26e · Fernandão 33e · Daniel 37e 39e | Főnix Arena, Debrecen Arbitrage : Ivan Shabanov | Főnix Arena, Debrecen Arbitrage : Ivan Shabanov |
| 20:00           | rapport    |       |                                                                                                | Főnix Arena, Debrecen Arbitrage : Ivan Shabanov | Főnix Arena, Debrecen Arbitrage : Ivan Shabanov |

### Match pour la troisième place
| 30 janvier 2010 | Azerbaïdjan                              | 3 – 5 | Tchéquie                                                                 |                                               |                                               |
| 18:00           | Borisov 8e · Serjão 19e · Farajzadeh 38e |       | Belej 1re · Sláma 24e · Farzaliyev 26e (csc) · Novotný 36e · Kopecký 40e | Főnix Arena, Debrecen Arbitrage : Oleg Ivanov | Főnix Arena, Debrecen Arbitrage : Oleg Ivanov |
| 18:00           | rapport                                  |       |                                                                          | Főnix Arena, Debrecen Arbitrage : Oleg Ivanov | Főnix Arena, Debrecen Arbitrage : Oleg Ivanov |

### Finale
En finale, les Espagnols battent le Portugal 4-2 à Debrecen pour remporter leur troisième titre européen consécutif, son cinquième en sept compétitions. Le gardien de but Luis Amado, Kike, le capitaine Javi Rodríguez, et Daniel remportent leur quatrième titre. Pour ces deux derniers joueurs, il s'agit de leur dernière compétition officielle.
| 30 janvier 2010 | Portugal               | 2 – 4 | Espagne                                              |                                                 |                                                 |
| 20:30           | Gonçalo 38e · Joel 39e |       | Ortiz 9e · Javi Rodríguez 13e · Lin 36e · Daniel 40e | Főnix Arena, Debrecen Arbitrage : Massimo Cumbo | Főnix Arena, Debrecen Arbitrage : Massimo Cumbo |
| 20:30           | rapport                |       |                                                      | Főnix Arena, Debrecen Arbitrage : Massimo Cumbo | Főnix Arena, Debrecen Arbitrage : Massimo Cumbo |

## Classements et récompenses

### Classement final
|   | Espagne            |
|   | Portugal           |
|   | République tchèque |
| 4 | Azerbaïdjan        |
| 5 | Russie             |
| 5 | Italie             |
| 5 | Ukraine            |
| 5 | Serbie             |
| 9 | Biélorussie        |
| 9 | Hongrie            |
| 9 | Belgique           |
| 9 | Slovénie           |

### Meilleurs buteurs
| Rang | Nom                 | Buts |
| ---- | ------------------- | ---- |
| 1    | Biro Jade           | 5    |
| -    | Javi Rodríguez      | 5    |
| -    | Joel Queirós        | 5    |
| -    | Saad Assis          | 5    |
| 4    | Clayton Baptistella | 4    |
| -    | Cardinal            | 4    |
| -    | Ortiz               | 4    |

## Affluences
Malgré l'élimination du pays hôte dès la phase de groupe, les supporteurs continuent à affluer en nombre dans les salles, signant ainsi un record en termes d'affluence.